# Mack TerraPro
Le Mack TerraPro est un modèle de camions produits par Mack Trucks. Il s'agit d'un camion à cabine avancée, où le conducteur est assis devant l'essieu. Un devant plat a deux grands pare-brise. Une caractéristique de repérage est de petites encoches dans la partie inférieure intérieure des pare-brise. Il est utilisé dans le service des ordures et pour la construction de pompes à béton. 
Une variante, la TerraPro Low Entry, avec la cabine montée très bas et vers l'avant, a été renommée Mack LR en 2018.

## Conception
Le TerraPro est un camion à cabine avancée avec une cabine basse devant l'essieu. Cela permet un rayon de braquage très court pour la longueur totale du camion. La cabine basse permet également d'utiliser une flèche au-dessus. Un poste de conduite à droite est disponible. Généralement, un 6x4 (3 essieux, 2 moteurs) tandem directeur avant et des essieux de levage supplémentaires sont disponibles. Le poids total en charge peut atteindre 37 000 kg sur trois essieux ou plus.
Des systèmes électroniques avancés sont utilisés pour les commandes du moteur, du châssis et de la carrosserie, ainsi que pour la maintenance. Tous les camions sont équipés de l'ABS. Ils sont souvent équipés de caméras de recul.

## Galerie

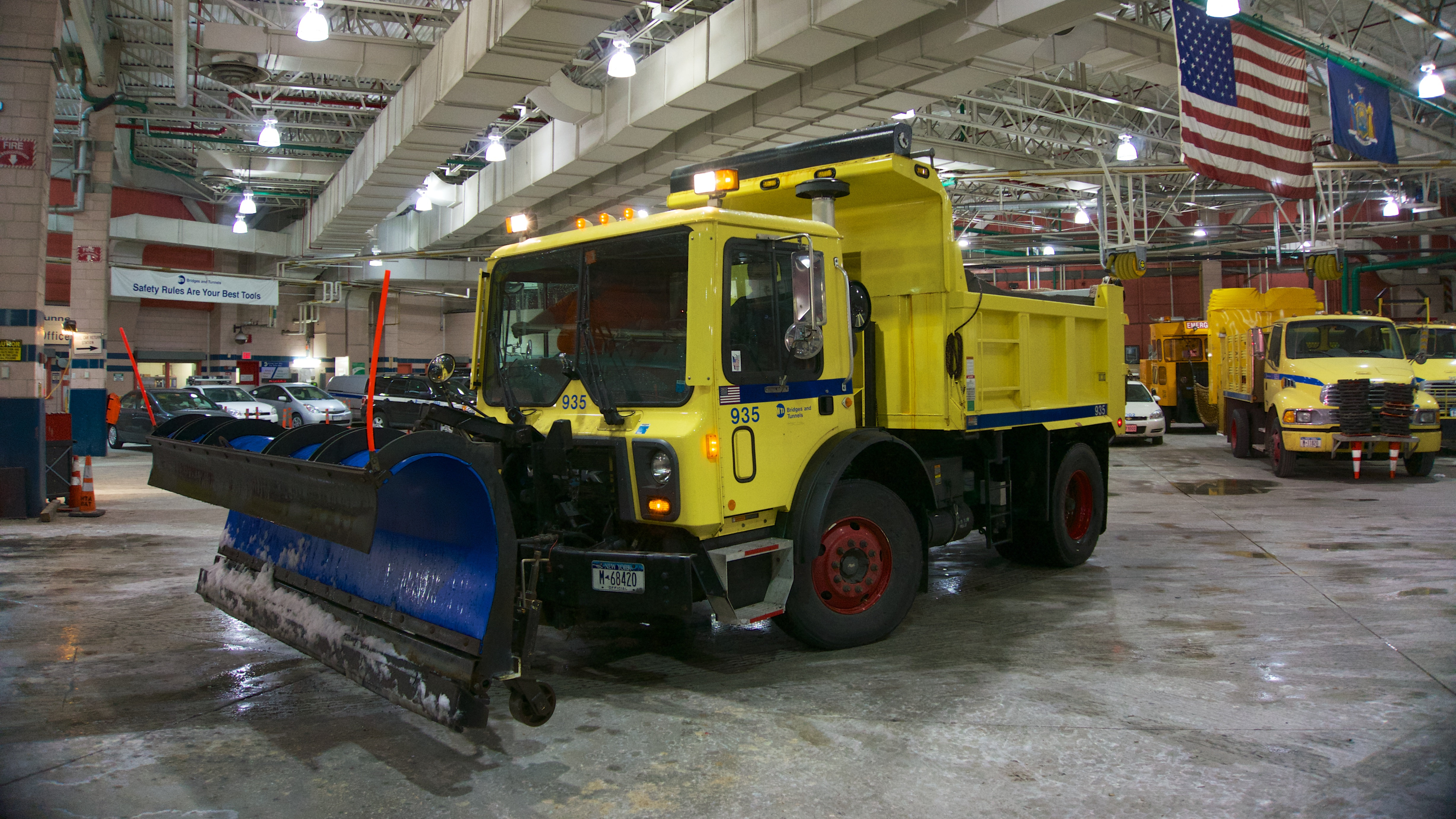
Chasse-neige
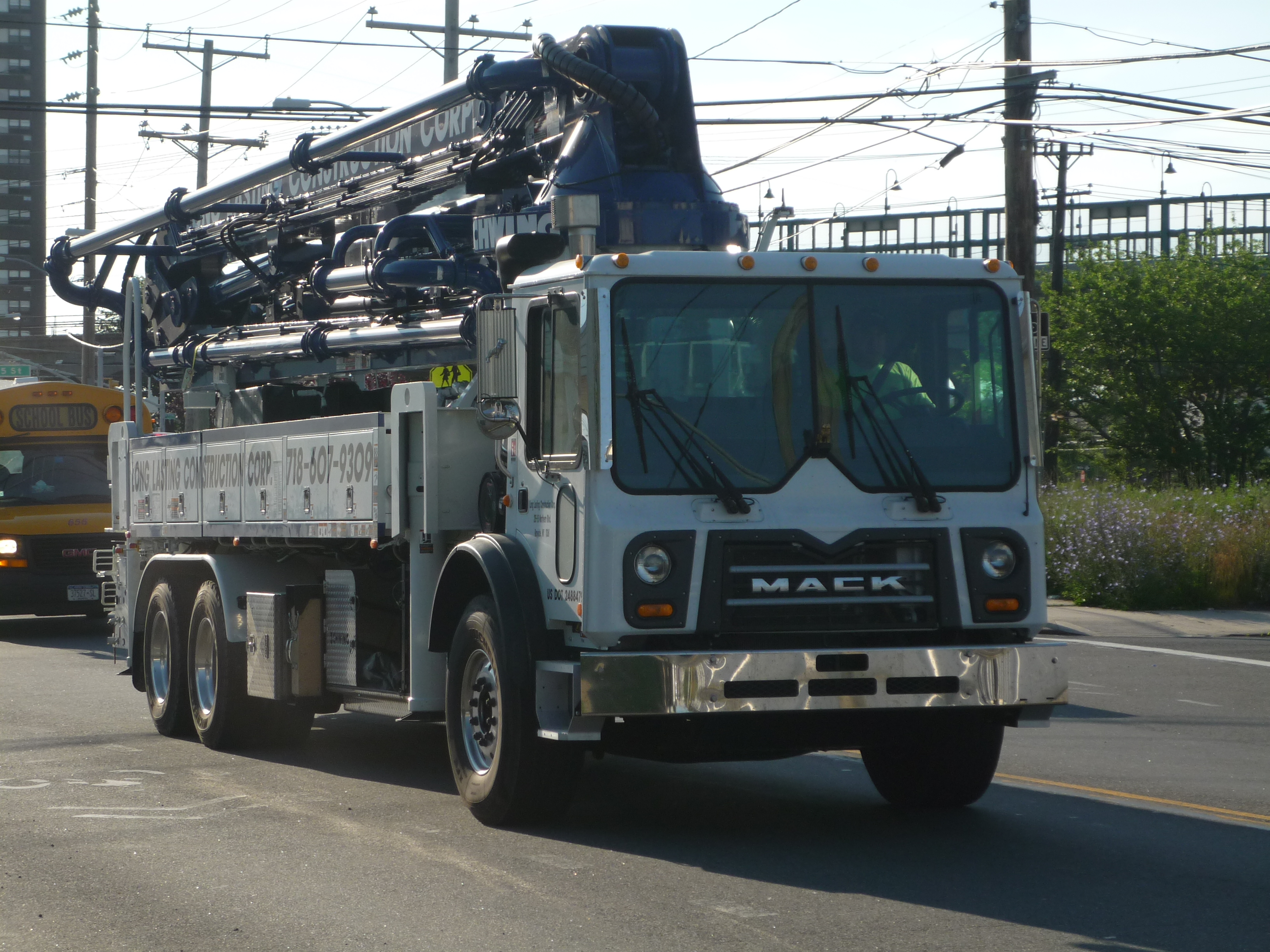